# Biserica Sfinții Apostoli din Veneția

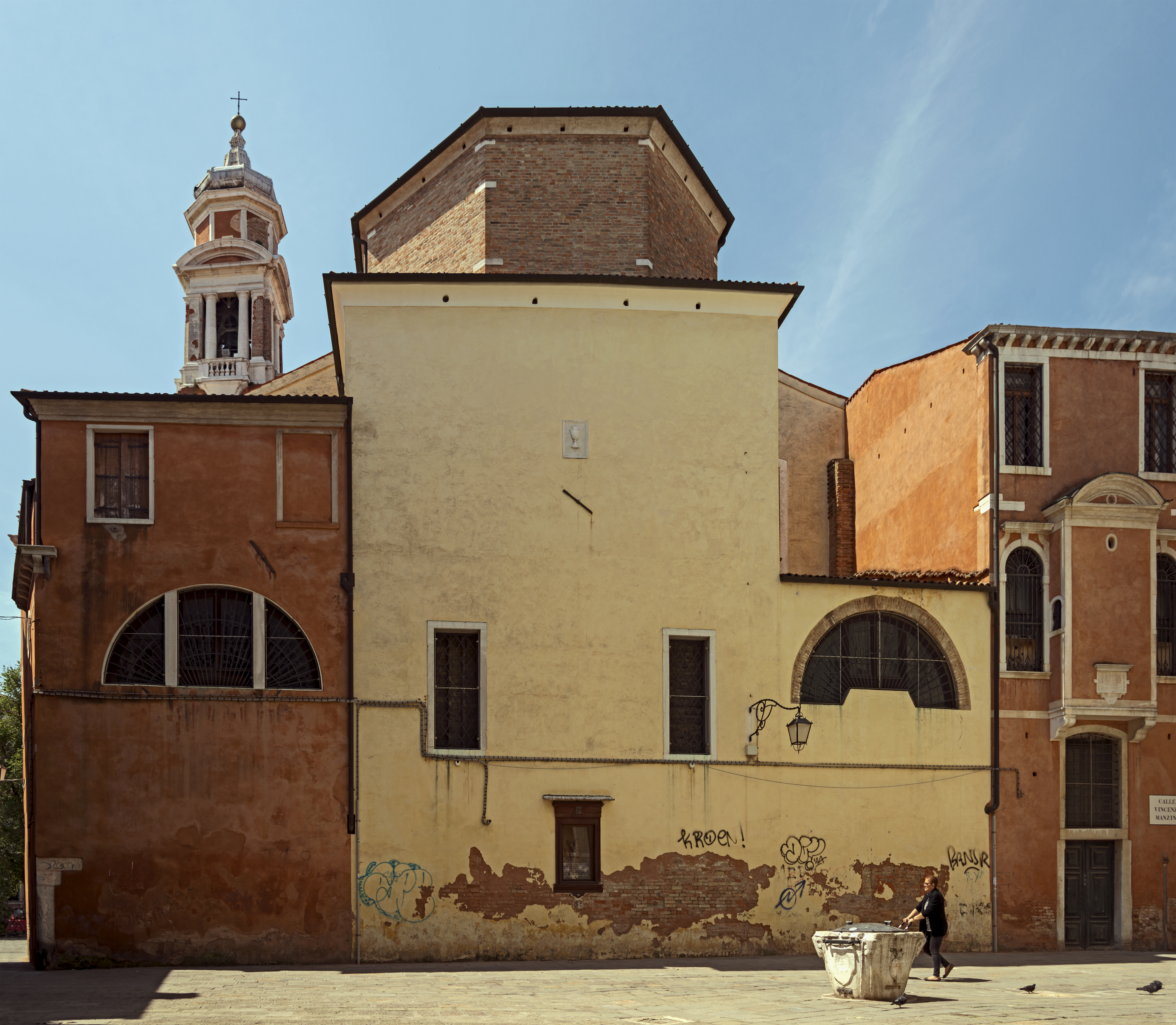
Absida vazuta din „Campo dietro la chiesa”.

Biserica Sfinții Apostoli ai lui Cristos (în italiană Chiesa dei Santi Apostoli di Cristo), denumită de obicei San Apostoli, este o biserică romano-catolică din secolul al VII-lea, situată în sestiere Cannaregio al orașului italian Veneția. 
Este una dintre cele mai vechi biserici din oraș și a suferit numeroase modificări de la ctitorirea sa. Clădirea actuală este rezultatul unui proiect de reconstrucție majoră care a fost realizat în 1575. Biserica este notabilă mai ales pentru Capela Cornaro, un exemplu important de arhitectură renascentistă timpurie, adăugată de Mauro Codussi pe la 1490. Capela este locul de înmormântare al mai multor membri ai influentei familii Cornaro, inclusiv Caterina Cornaro, regina Ciprului. Biserica adăpostește mai multe opere de artă, inclusiv picturi de Giambattista Tiepolo și Paolo Veronese.

## Istoric
În secolul al VII-lea Veneția nu era încă un oraș, ci un grup  de comunități mici împrăștiate de-a lungul lagunei. Sfântul Magnus (în italiană San Magno), episcopul de Oderzo, a venit în lagună și a fondat opt biserici. Potrivit unei legende povestite de istoricul Flaminio Cornaro, Sf. Magnus a avut o viziune a celor Doisprezece Apostoli care i-au poruncit să construiască o biserică pe un loc unde a văzut doisprezece cocori. Această locație, care a fost găsită în cele din urmă în sestiere Cannaregio, a devenit locul bisericii Sfinții Apostoli. Biserica se află în prezent în Campo dei Santi Apostoli la începutul Strada Nuova (Strada nouă). Clădirea a suferit o reconstrucție completă în 1021.
Pe la 1490 a fost adăugată bisericii Capela Cornaro, construită ca un loc de înmormântare pentru membrii bogatei familii venețiene Cornaro. Ea este considerată una dintre cele mai importante capele renascentiste timpurii din Veneția. Nu se cunoaște cine a proiectat capela, deși ea este cel mai adesea atribuită arhitectului Mauro Codussi. În același timp, a fost adăugat un portic pe fațada laterală a bisericii și s-a construit o sacristie. Aceste modificări au fost, de asemenea, supravegheate de Codussi.
La mijlocul secolului al XVI-lea biserica i-a adăpostit pentru o scurtă perioadă pe Catehumeni, o fraternitate venețiană pentru cei care se pregăteau de botez. În anul 1571 fraternitatea respectivă și-a stabilit sediul permanent la San Gregorio. La scurt timp după aceasta, în 1575, biserica a fost reconstruită aproape în întregime după proiectul arhitectului Alessandro Vittoria. Au fost păstrate doar câteva părți din structura anterioară, inclusiv unele fresce și Capela Cornaro.
Pe la începutul secolului al XVIII-lea, Andrea Tirali a adăugat o serie de detalii arhitectonice, inclusiv domul în formă de bulb de ceapă în vârful campanilei care era ea însăși un adaos de la sfârșitul secolului al XVII-lea (mai precis din 1672).

## Interior
Biserica își păstrează aspectul său din secolul al XVI-lea: o singură navă susținută de două rânduri de coloane. Într-una din capele se află monumentul funerar al contelui Giuseppe Mangilli, proiectat de Luigi Trezza cu un bust de Angelo Pizzi. Principala piesă din altar este pictura Îngerul păzitor de Bernardo Strozzi.

### Capela Cornaro
Capela este locul de înmormântare al mai multor membri ai familiei Cornaro, inclusiv Giorgio Cornaro și sora lui Caterina Cornaro, regina Ciprului. Organizația caritabilă Save Venice a finanțat restaurarea capelei, inclusiv sculpturile în relief. Altarul principal al acestei capele conținea pictura Ultima împărtășanie a Sf. Lucia (1747–1748) de Tiepolo.

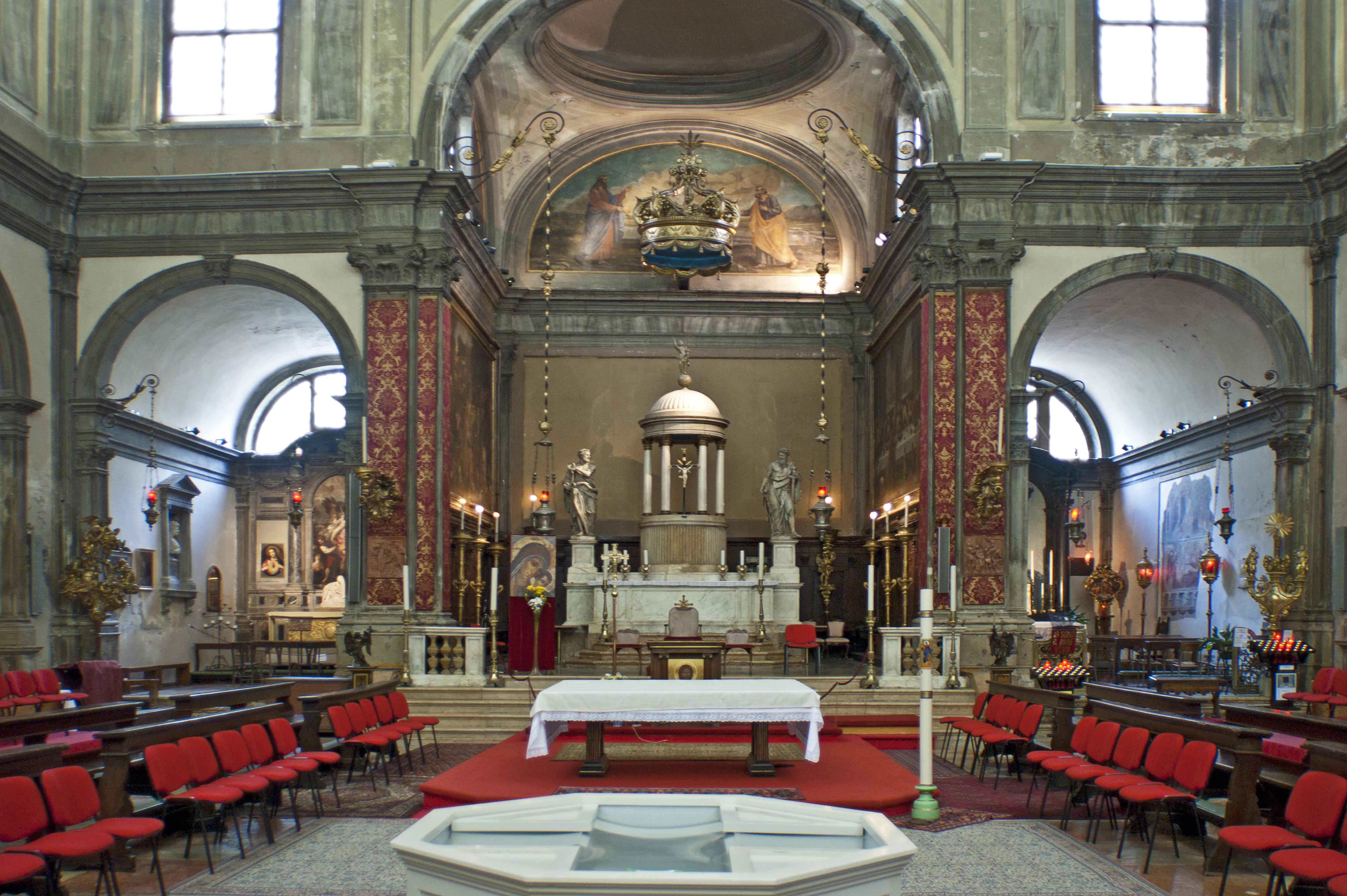
Interior
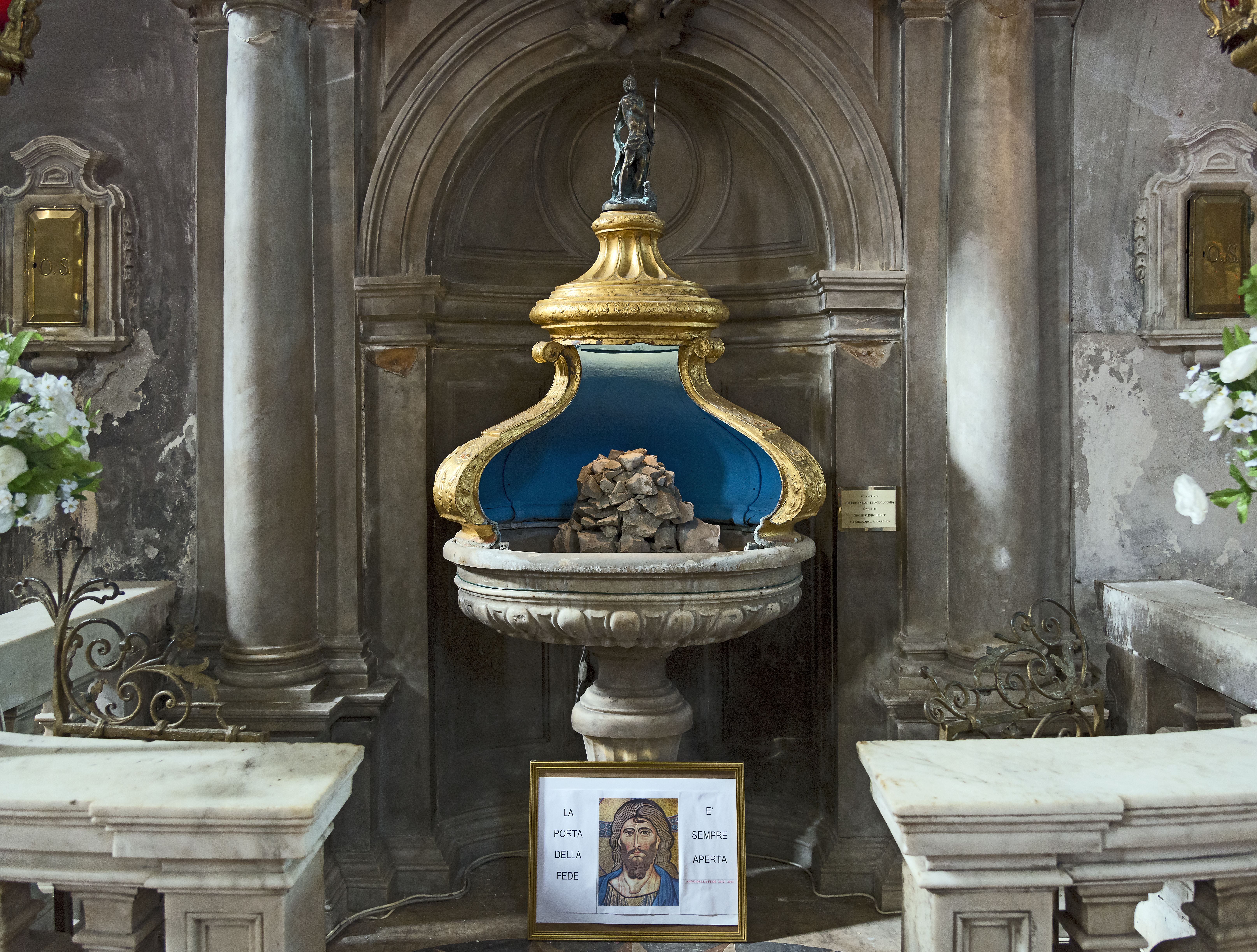
Cristelnița
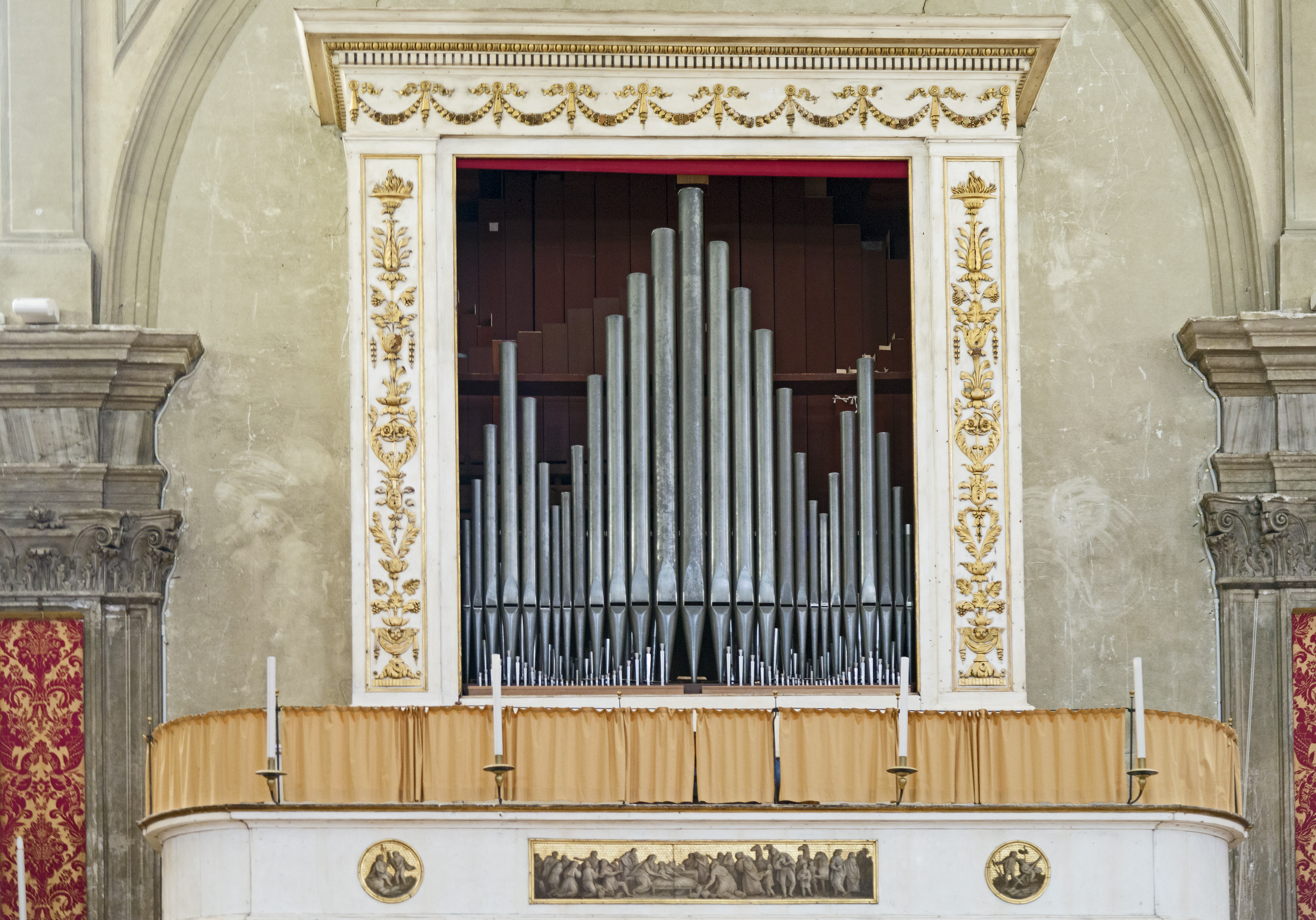
Orga

### Artă
Biserica conține o serie de picturi, printre care:
- Paolo Veronese, Căderea manei, 1580–1585.[9]
- Giovanni Contarini, Nașterea Fecioarei Maria, 1599
- Cesare da Conegliano, Cina cea de Taină, 1583
- Fabio Canal, Comuniunea apostolilor și Triumful Euharistiei, secolul al XVII-lea.
- Sebastiano Santi, Cristos între apostoli, 1828

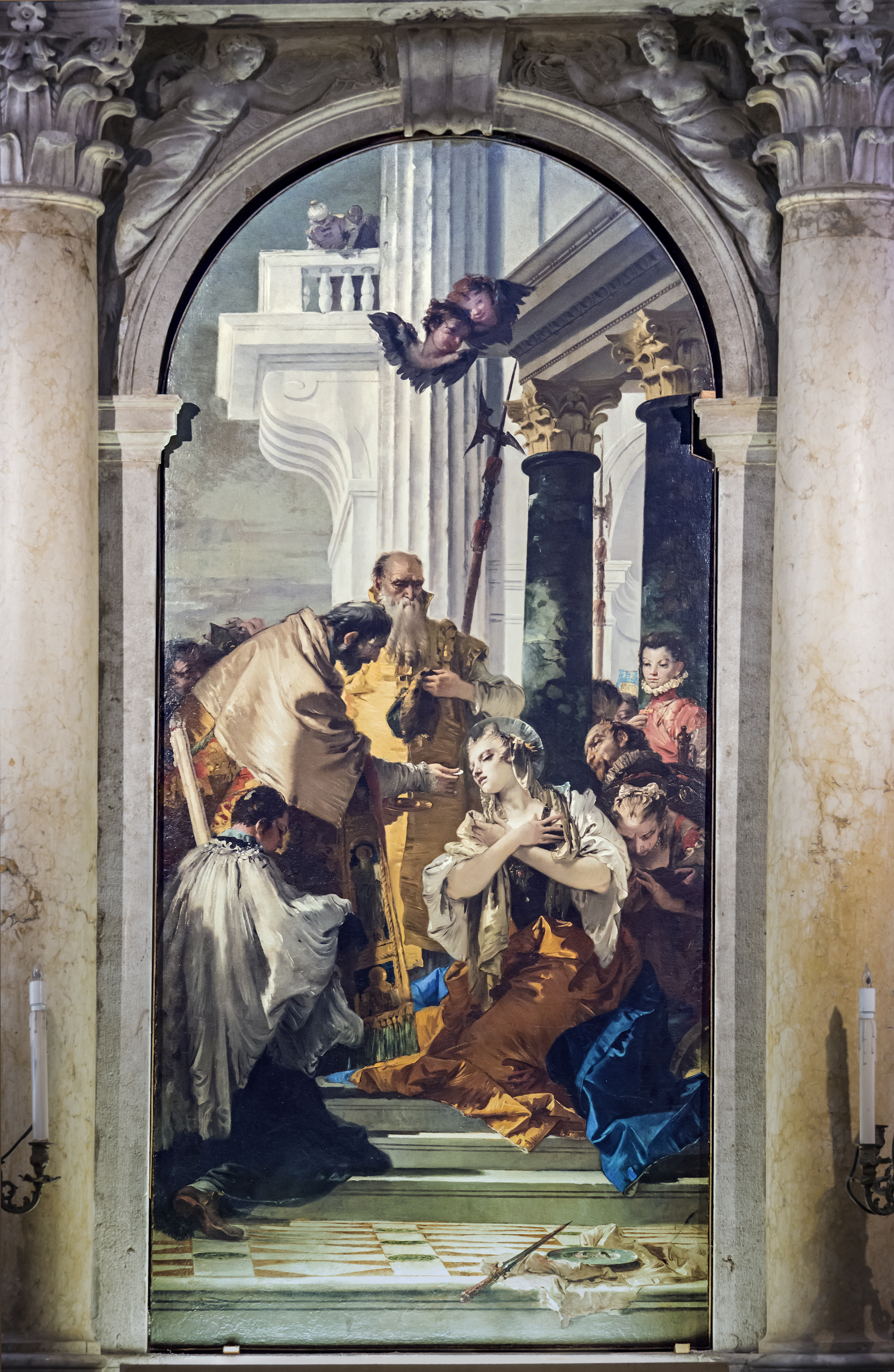
Ultima împărtăşanie a Sf. Lucia de Giambattista Tiepolo
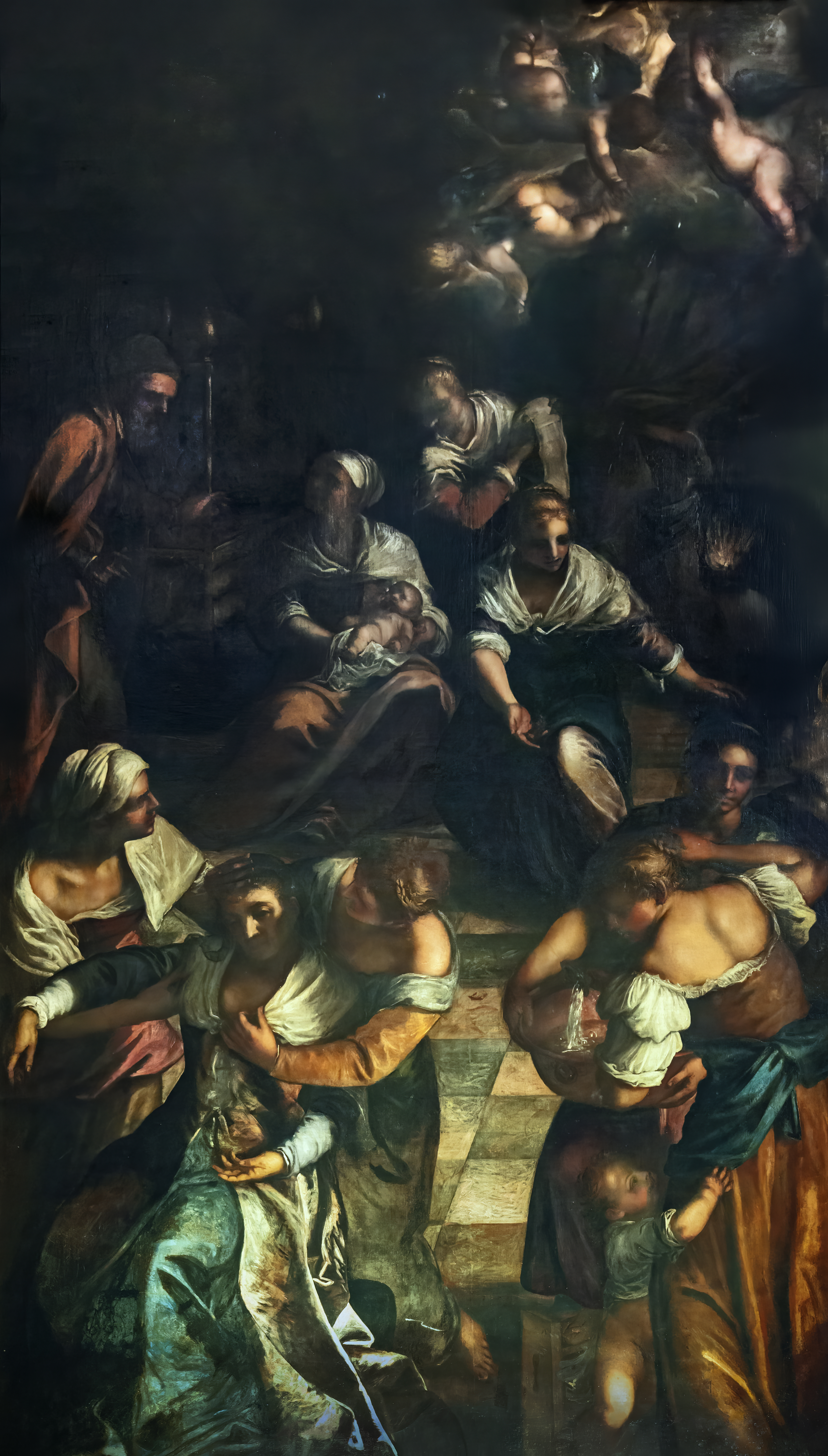
Giovanni Contarini, 'Nașterea Fecioarei Maria, 1599
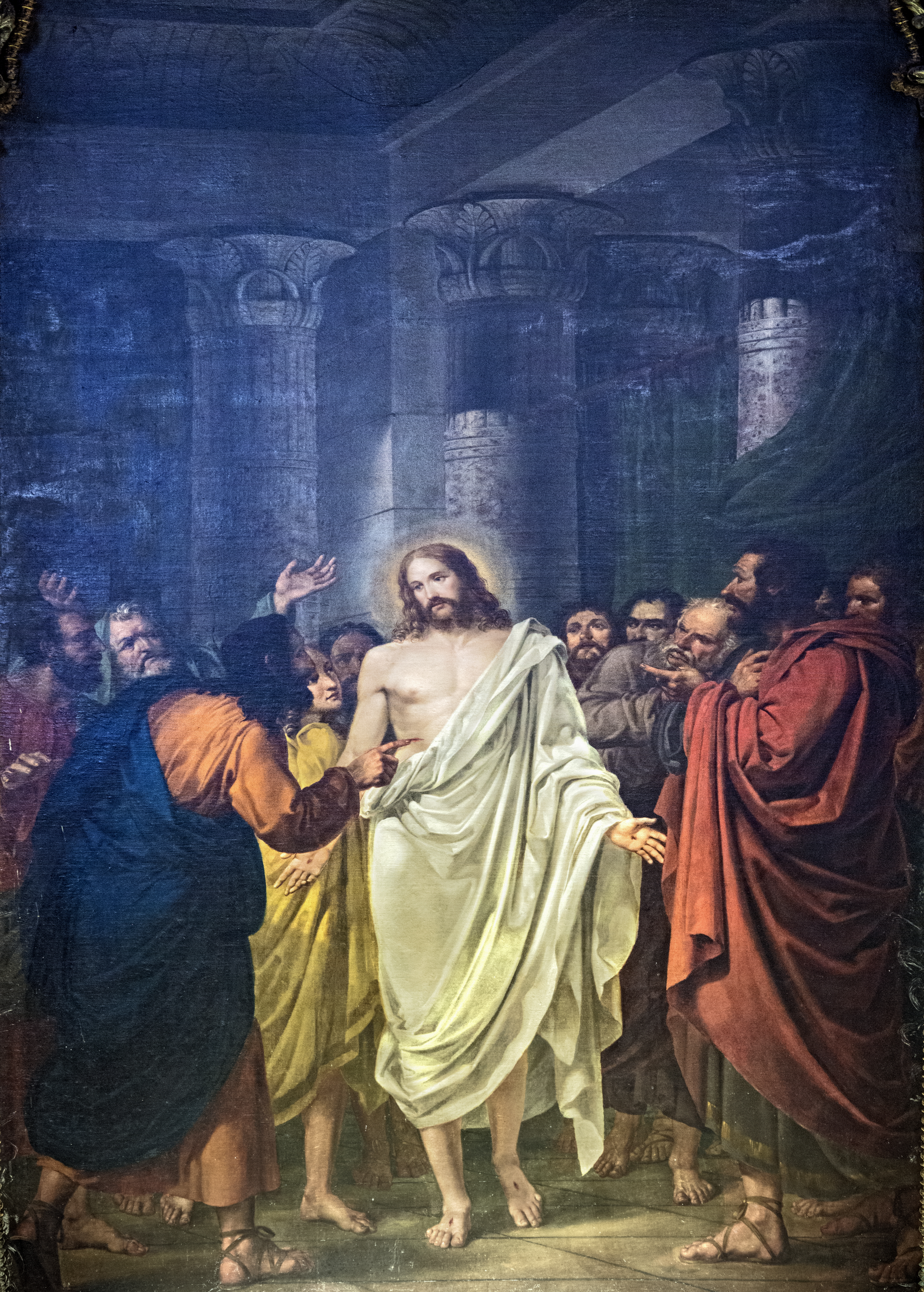
Sebastiano Santi, Cristos între apostoli, 1828
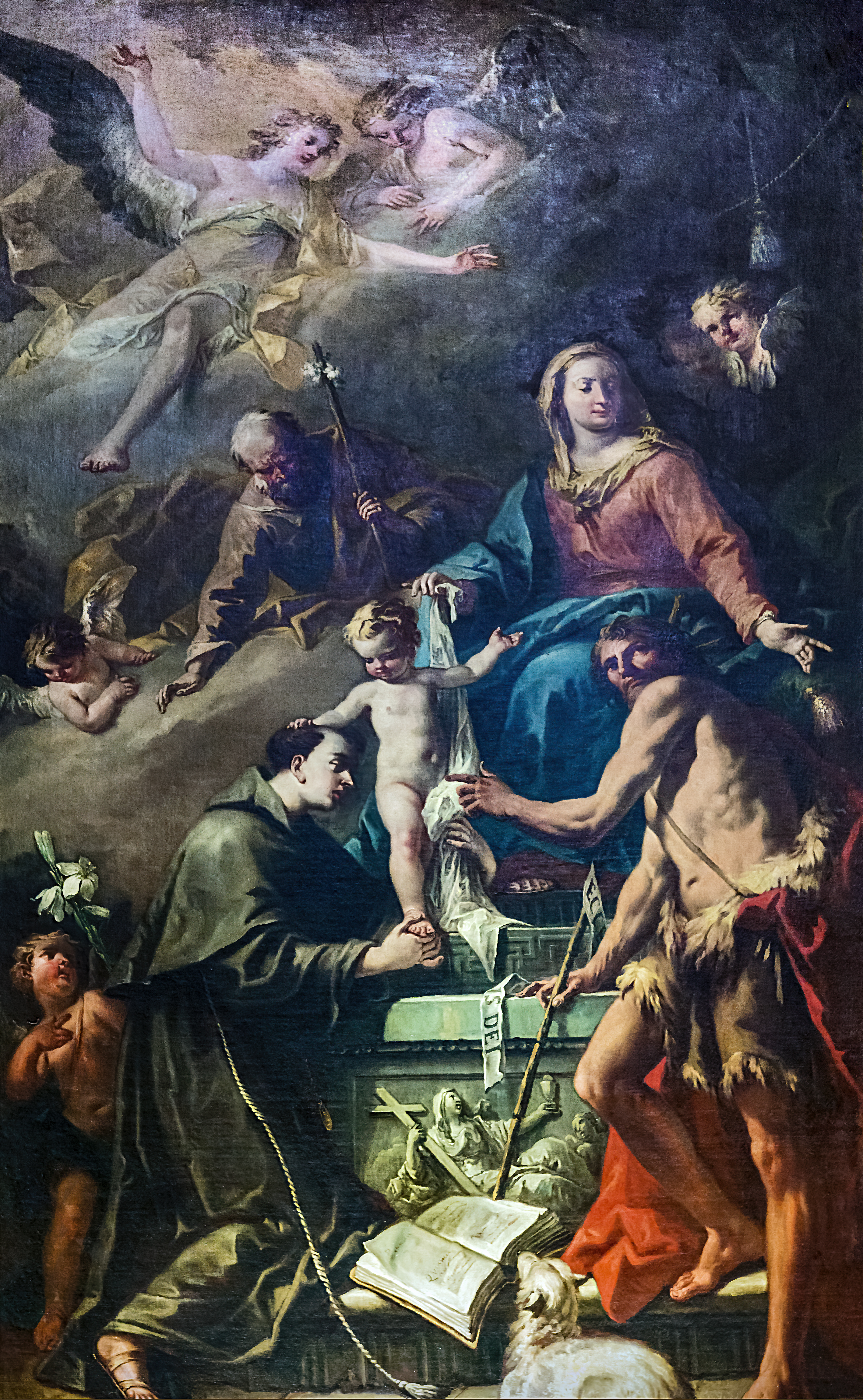
La vergine col Bambino Gaspare Diziani
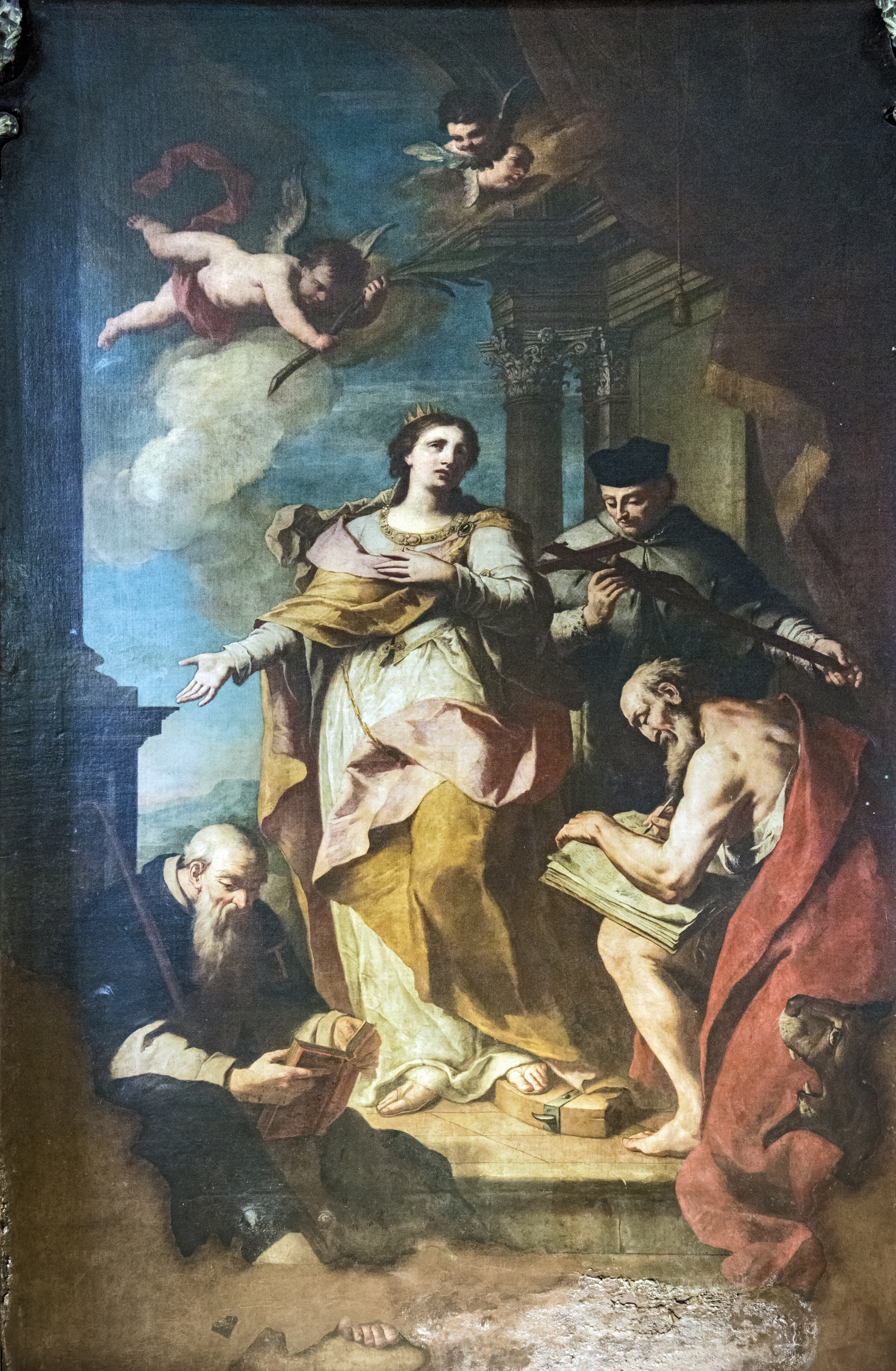
Santa Caterina d'Alessandria Domenico Maggiotto

plafonul de Fabio canale.

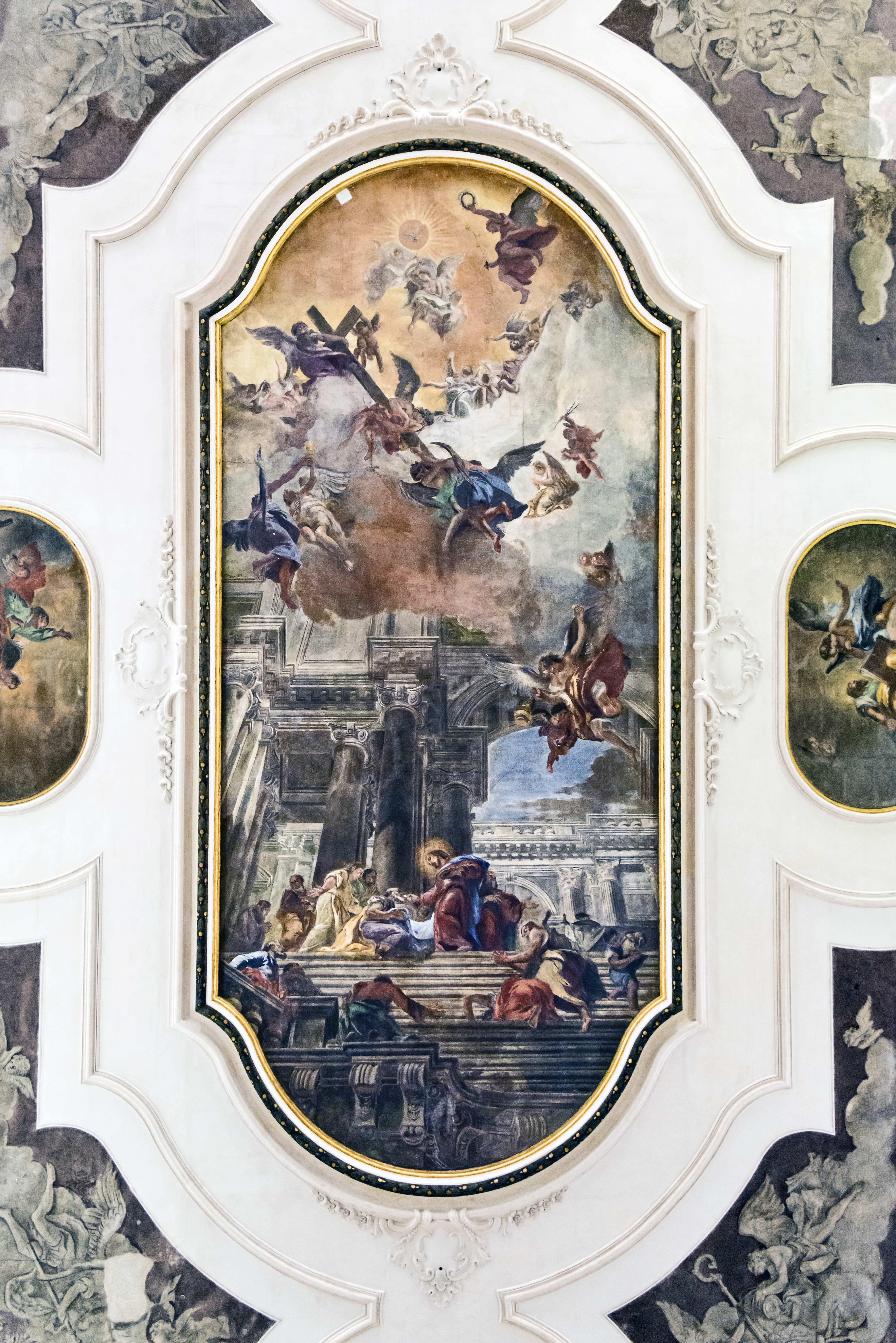
Comuniunea apostolilor şi Triumful Euharistiei
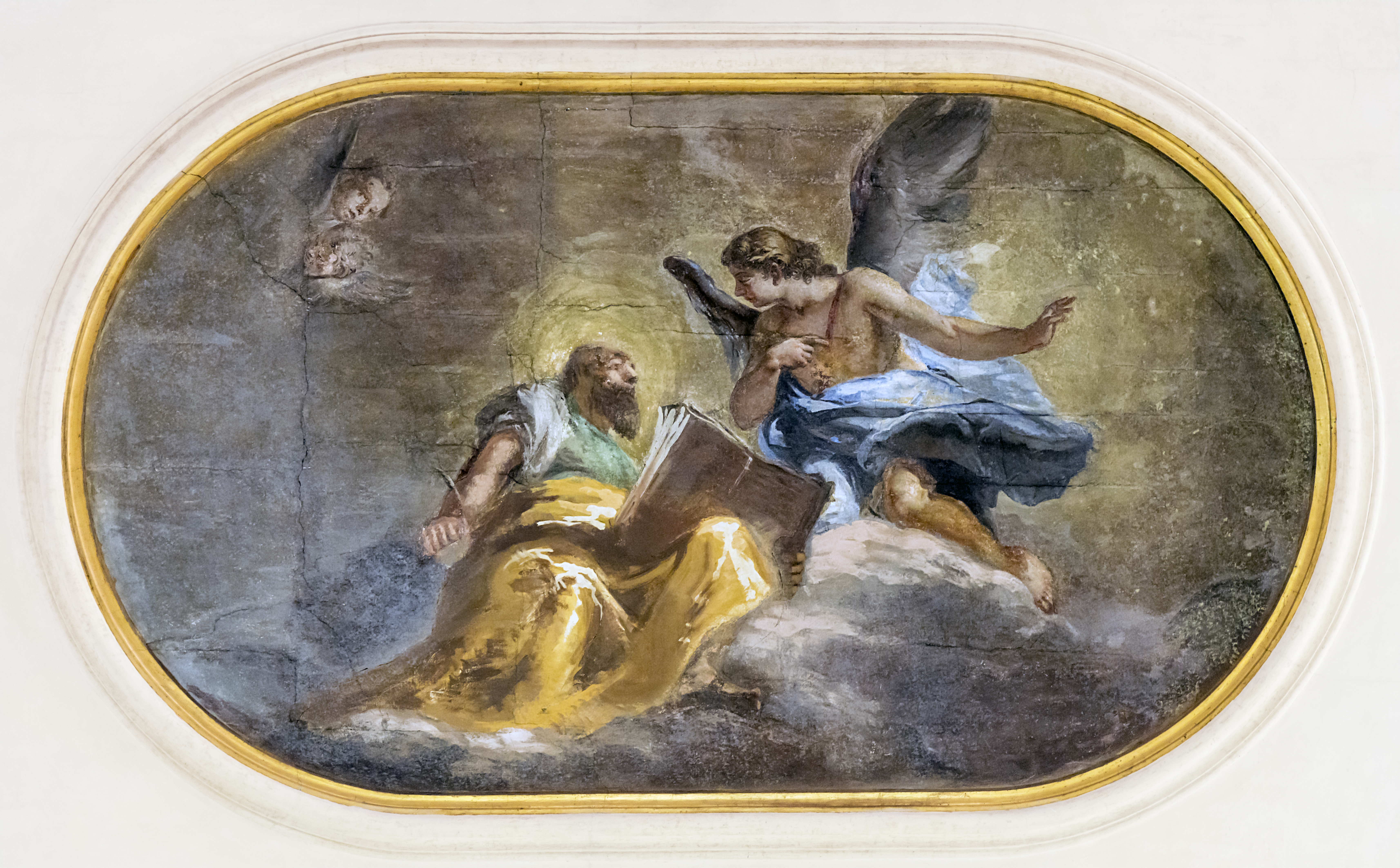
Fabio Canale - Sfântul Matei
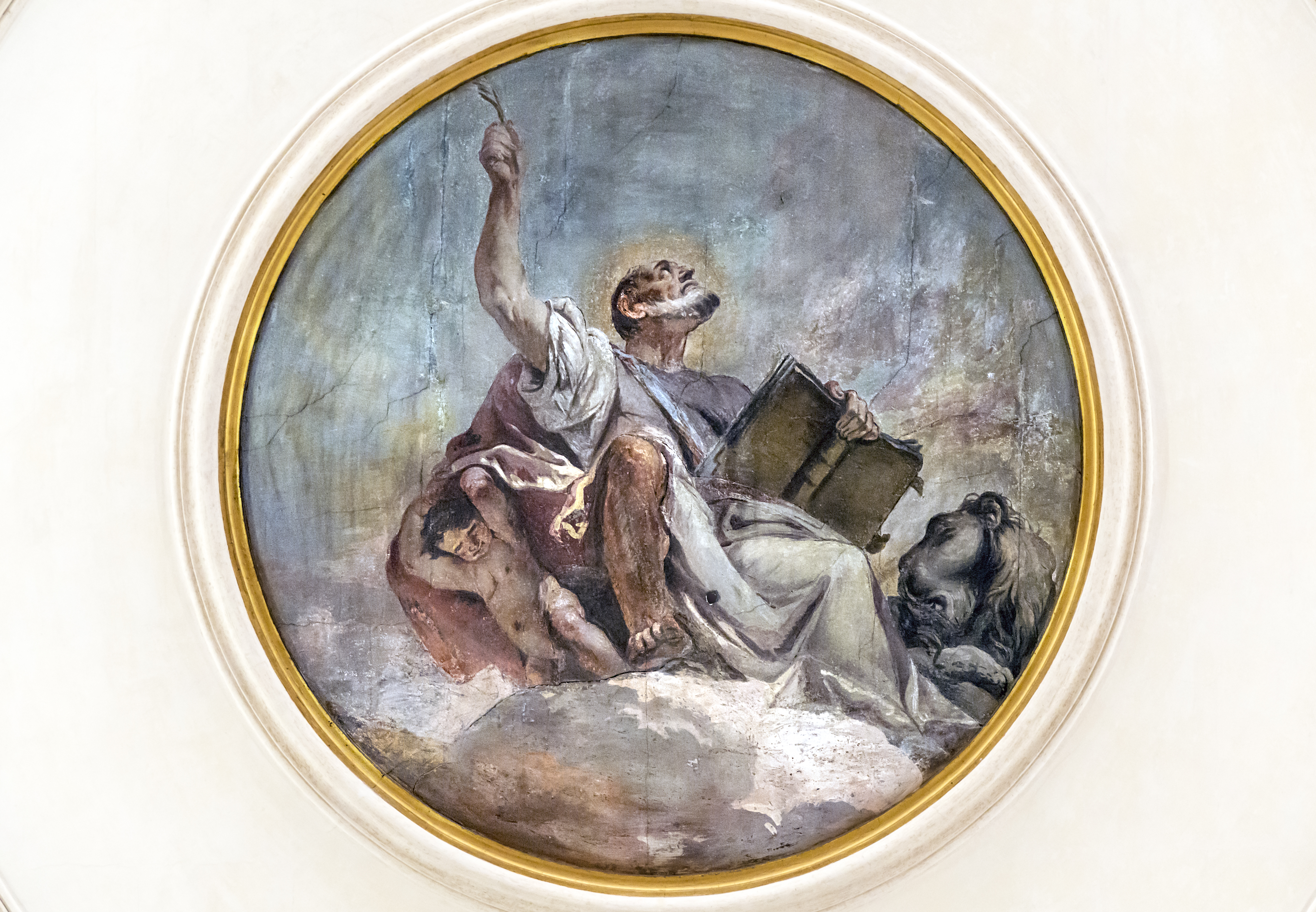
Fabio Canale - Sfântul Marcu
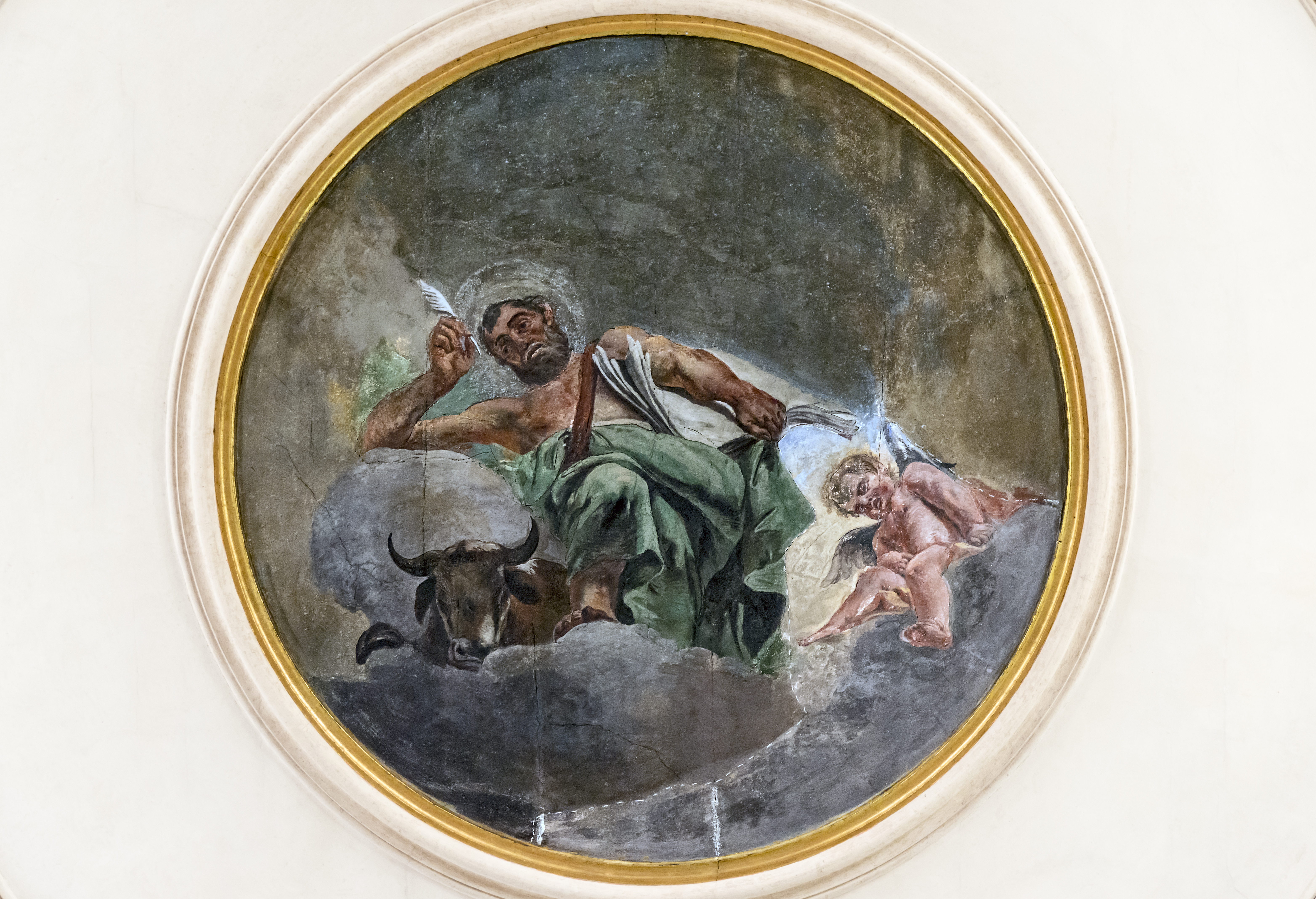
Fabio Canale - Sfântul Luca
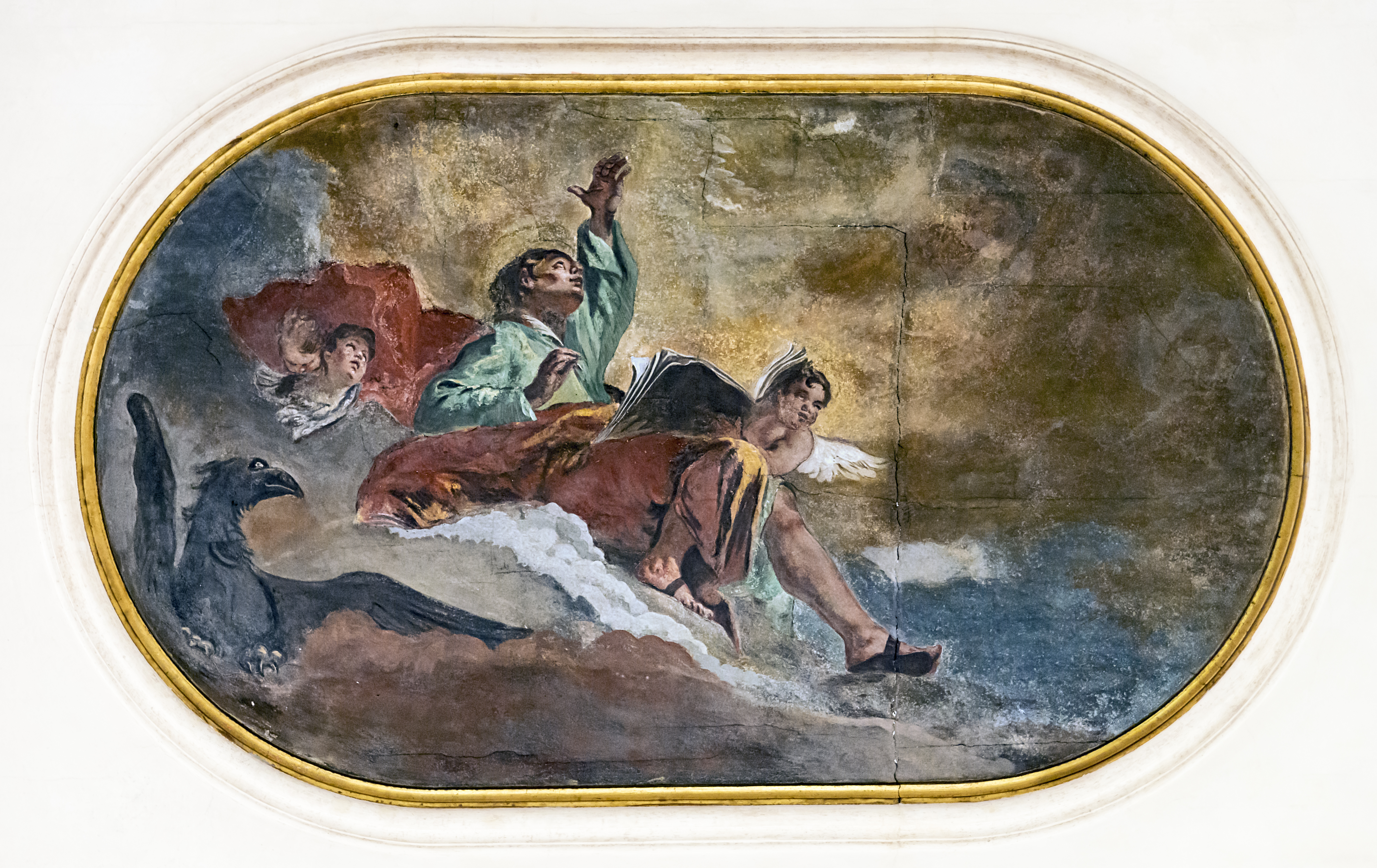
Fabio Canale - Sfantul Ioan.